# John Hostetter
John Hostetter, né le 6 octobre 1946 dans l'arrondissement new-yorkais de Brooklyn et mort le 2 septembre 2016 à Port Orange en Floride, est un acteur américain. Il est principalement connu pour avoir interprété le rôle de John, le metteur en scène du magazine d'informations télévisé fictif FYI Newsmagasine dans la sitcom Murphy Brown, diffusée sur CBS.

## Biographie
Natif de Brooklyn, il suit sa scolarité à l'Eichelberger High School du comté de Hanover, en Pennsylvanie, puis au Catawba College et à l'Université de Caroline du Nord, avant de décrocher un master de l'Université Cornell d'Ithaca. Séduit par l'art de la scène, il rejoint la National Shakespeare Company, avant de déménager en Californie en 1971. C'est là qu'il se produit sur les planches aux côtés de l'acteur Christopher Reeve dans la pièce En attendant Godot de Samuel Beckett. Sa carrière d'acteur commence dès cette période et compte une centaine d'apparitions dans des films et des séries télévisées. 
Ses rôles les plus marquants sont dans le thriller Série noire pour une nuit blanche (1985), le drame Le Maître de guerre de Clint Eastwood (1986) où il joue l'officier Reese, et le second volet du Flic de Beverly Hills (1987). Sur le petit écran, il est principalement connu par le biais de la sitcom Murphy Brown, diffusée sur la chaîne CBS entre 1988 et 1998. Il y joue le flegmatique metteur en scène John, au service du magazine d'informations télévisé JFYI et de sa présentatrice vedette, incarnée par Candice Bergen, dans 65 épisodes. Il tient également de petits rôles dans les séries Capitaine Furillo, Les Craquantes, Sacrée Famille, Dallas, Matlock ou encore MacGyver. 
Parallèlement à sa carrière d'acteur, il est actif dans le doublage. Il prête ainsi sa voix au personnage de Bazooka dans la série télévisée d'animation G.I. Joe: Héros sans frontières (1985), mais aussi dans plusieurs jeux vidéo, dont Vampire Hunter D en 1999.
Il déménage en Floride avec sa femme en 2001 et devient artiste visuel. Il meurt à Port Orange le 2 septembre 2016, âgé de 69 ans, après un long combat contre le cancer.

## Filmographie

### Cinéma
- 1979 : The In-Laws
- 1980 : Heart Beat
- 1981 : Knightriders : Tuck
- 1982 : Arajin to maho no ranpu : le Génie de la Lampe (crédité John Hausteader)
- 1982 : Fanny et Alexandre : Carl Ekdahl
- 1984 : Une défense canon : Quirk
- 1985 : Série noire pour une nuit blanche : ingénieur
- 1986 : Le Maître de guerre : Reese
- 1987 : The Betty Ford Story : News Director
- 1987 : Le Flic de Beverly Hills 2 : Stiles
- 1987 : Un sketch : Elvis Impersonator (séquence Rigoletto)
- 1987 : Sens unique
- 1987 : Leonard Part 6 : Adams
- 1987 : Repairs (court-métrage) : Jerry the Creep
- 1991 : Le Sous-sol de la peur : le policier vétéran
- 1992 : Class Act : l'entraîneur de football
- 1993 : Mise à feu : Matt
- 1994 : Rendez-vous avec le destin : Ben
- 2000 : L'amour au menu : Sam
- 2006 : Dressé pour vivre : Professeur Nebbish

### Télévision
- 1980 : Once Upon a Spy (TV) : le chef (crédité John R. Hostetter)
- 1982 : CHiPs (série télévisée) : le manager (épisode Silent Partner)
- 1982 : K 2000 (série TV) : Officier de police (Trust Doesn't Rust)
- 1983 : Les deux font la paire (série TV) : épisode Saved by the Bells
- 1983 - 1987 : Dallas (série TV) : Paul Derber (épisodes Check and Mate et Lovers and Other Liars)
- 1984 : Hôtel (série TV) : Agent du Département de Justice (épisode Passages)
- 1984 : The Sheriff and the Astronaut (TV) : Agent du FBI
- 1984 : Bay City Blues (série TV) : Rod Baker (épisode Rocky IV-Eyes)
- 1984 : Le Juge et le Pilote (série TV) : Officier de police Brimson (épisode Outlaw Champion)
- 1984 : Mike Hammer (série TV) : Jenkins (épisode Cold Target)
- 1984 : T.J. Hooker (série TV) : chauffeur de bus (épisode Grand Theft Auto)
- 1984 - 1987 : Sacrée Famille (série TV)
- 1985 : Simon et Simon (série TV) : Sergent de police (épisode Enter the Jaguar)
- 1985 : A Death in California (mini-série TV)
- 1985 : Capitaine Furillo (série TV) : Nizer  (épisode In the Belly of the Bus)
- 1985 : Les Craquantes (série TV) : le policier (épisode On Golden Girls)
- 1985 : Santa Barbara (série TV) : George le mécanicien
- 1985 : Clair de lune (série TV) : Jim King (épisode Twas the Episode Before Christmas)
- 1985 - 1986 : Rick Hunter (série TV) : le barman (épisode Sniper), le passager (épisode True Confessions)
- 1985 - 1991 : Côte Ouest (série TV) : Officier Zellitch (épisode Vulnerable), Chef des détectives (épisode Home Again, Home Again)
- 1986 : A Winner Never Quits (TV) : sergent
- 1986 : Les Enquêtes de Remington Steele (série TV) : ministre (épisode Bonds of Steele)
- 1986 : Second Serve (TV)
- 1986 : Le Monde merveilleux de Disney (série TV) : Mr. Harmon (épisode The Leftovers) et Johnny (épisode Rock 'n' Roll Mom)
- 1987 : The Stepford Children (TV) : Mr. Moreland
- 1987 : Newhart (série TV) : Mr. Futterman (épisode Support Your Local Shifflet)
- 1987 - 1989 : Matlock (série TV)
- 1988 : Frank's Place (série TV) : (épisode Night Business)
- 1988 : Cagney & Lacey (série TV) : Stan Wodjeski (épisode Land of the Free)
- 1988 : Beverly Hills Buntz (série TV) : le livreur (épisode Buntz of the Desert)
- 1988 : Falcon Crest (série TV) : Agent Rand (épisode Tuscany Venus)
- 1988 - 1991 : Madame est servie (série TV) : Satch (épisodes Tony and the Dreamtones et Between a Rock and a Hard Place)
- 1988 - 1997 : Murphy Brown (série TV) : John (65 épisodes)
- 1989 : Coach (série TV) : (épisode Gambling for Meat)
- 1989 : Code Quantum (série TV) : Burt (épisode Double Identity - November 8, 1965)
- 1989 : An Eight Is Enough Wedding (TV) : le Révérend
- 1989 : L.A. Law (série TV) : William Forrester  (épisode Captain Hurt)
- 1990 : Nasty Boys (série TV) : Détective Fasano (épisode Home Again)
- 1990 : Equal Justice (série TV) : le barman (épisode Cop's Story)
- 1990 : La loi est la loi (série TV) : Bruno (épisode I Know That You Know)
- 1990 : Le Père Dowling (série TV) : Wilson  (épisode The Christmas Mystery)
- 1991 : The Flash (série TV) : Mills  (épisode Be My Baby)
- 1991 : Top of the Heap (série TV) : le présentateur (épisode Stocks and Bondages)
- 1991 : MacGyver (série TV) : Sgt. Rudley (épisodes  The 'Hood et Walking Dead)
- 1991 : Baby of the Bride (TV) : le policier en civil
- 1993 : Frogs! (TV) : Mr. Fitsky
- 1993 : New York Police Blues (série TV) : le Chef (épisode Brown Appetit)
- 1994 : Roswell, le mystère (TV) : Colonel DuBose
- 1994 : Uchû no kishi Tekkaman Blade II (mini-série TV) : Honda (4 épisodes)
- 1995 : The Secretary (TV) : Détective Larry Parkins
- 1996 : Our Son, the Matchmaker (TV) : John Adams
- 1997 : Suddenly Susan (série TV) : régisseur (épisode The Ways and Means)
- 1998 : Urgences (série TV) : Burke Newton (épisode Shades of Gray)
- 1998 : De la Terre à la Lune (série TV) : Ralph Cooper (épisode We Interrupt This Program)
- 1998 : JAG (série TV) : Mike Brookhurst (épisode The Martin Baker Fan Club)
- 1999 : Wasteland (série TV) : Professeur (épisode Indian Summer)
- 2000 : Sept à la maison (série TV) : épisode Say a Little Prayer for Me
- 2000 : Arliss (série TV) : épisode The Sum of the Parts
- 2001 : Murder, She Wrote: The Last Free Man (TV) : Cornelius Ashland
- 2002 : Sheena, Reine de la Jungle (série TV) : Colonel Quentin Massey (épisode Maltaka Files)

### Doublage
- 1983 : Cathy la petite chenille (série TV) : voix additionnelles
- 1985 : G.I. Joe: Héros sans frontières : Bazooka (16 épisodes)
- 1986 : Le Château dans le ciel : le Boss
- 1986 : La Guerre des robots : Ramhorn  (4 épisodes)
- 1987 : G.I. Joe : Le film : Bazooka
- 1989 : Kiki la petite sorcière : le capitaine du dirigeable
- 1992 : Dragon Slayer Eiyuu Densetsu: Ouji no Tabidachi : Aaron
- 1995 : Bio Hunter : boss
- 1997 : Princesse Mononoké : voix additionnelles
- 1997 : Spicy City : voix de Jack (épisodes Love Is a Download et An Eye for an Eye)
- 1997 : Shihaisha no Tasogare : Détective Kumazawa
- 1997 : Todd McFarlane's Spawn : voix additionnelles
- 1997 - 1999 : Spawn (série TV) : voix additionnelles
- 1998 : Golgo 13: Queen Bee : Général Gordon
- 1999 : Vampire Hunter D : Left Hand/ John Elbourne
- 2000 : Vampire Hunter D: Bloodlust : Polk
- 2000 : Alexander : voix additionnelles
- 2000 : Gen¹³ : voix additionnelles
- 2002 : Kermit, les années têtard : Dr. Krassman